# American Cabaret Belly Dance

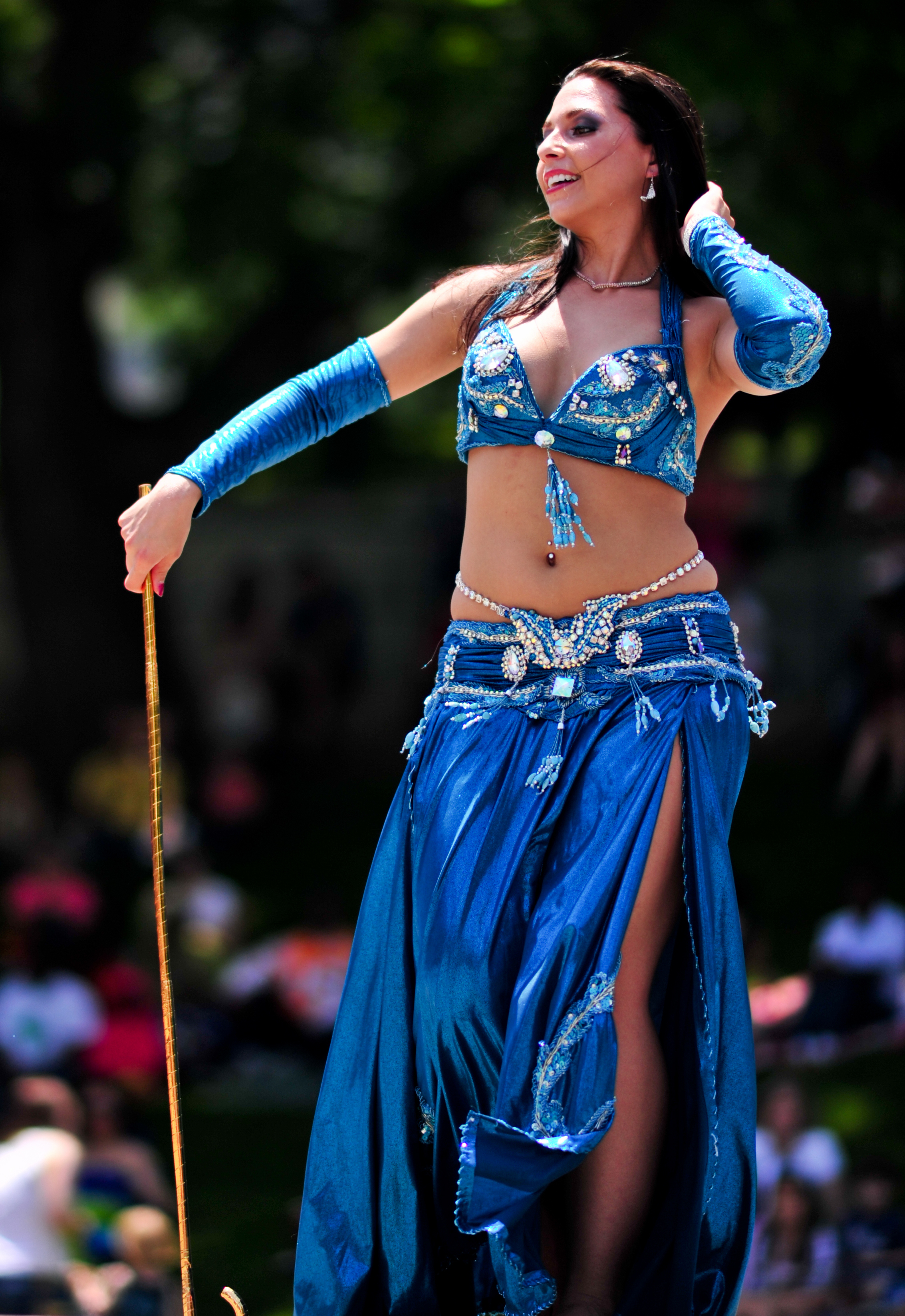
US-amerikanische Bauchtänzerin mit Stock (Assaya).

Der American Cabaret Belly Dance (kurz AmCab, zu Deutsch: Amerikanischer Cabaret Bauchtanz) ist eine eigene regionale Stilrichtung des Orientalischen Tanzes (umgangssprachlich Bauchtanz), der sich ab den 1940er-Jahren in den USA entwickelte und in andere Staaten Nordamerikas verbreitete. Der AmCab war eine Reaktion auf die wachsende Beliebtheit des Orientalischen Tanzes in der amerikanischen Mainstream-Kultur Mitte des 20. Jahrhunderts und wurde der erste Bauchtanz-Stil, der starke westliche theatrale Elemente integrierte.

## Geschichte

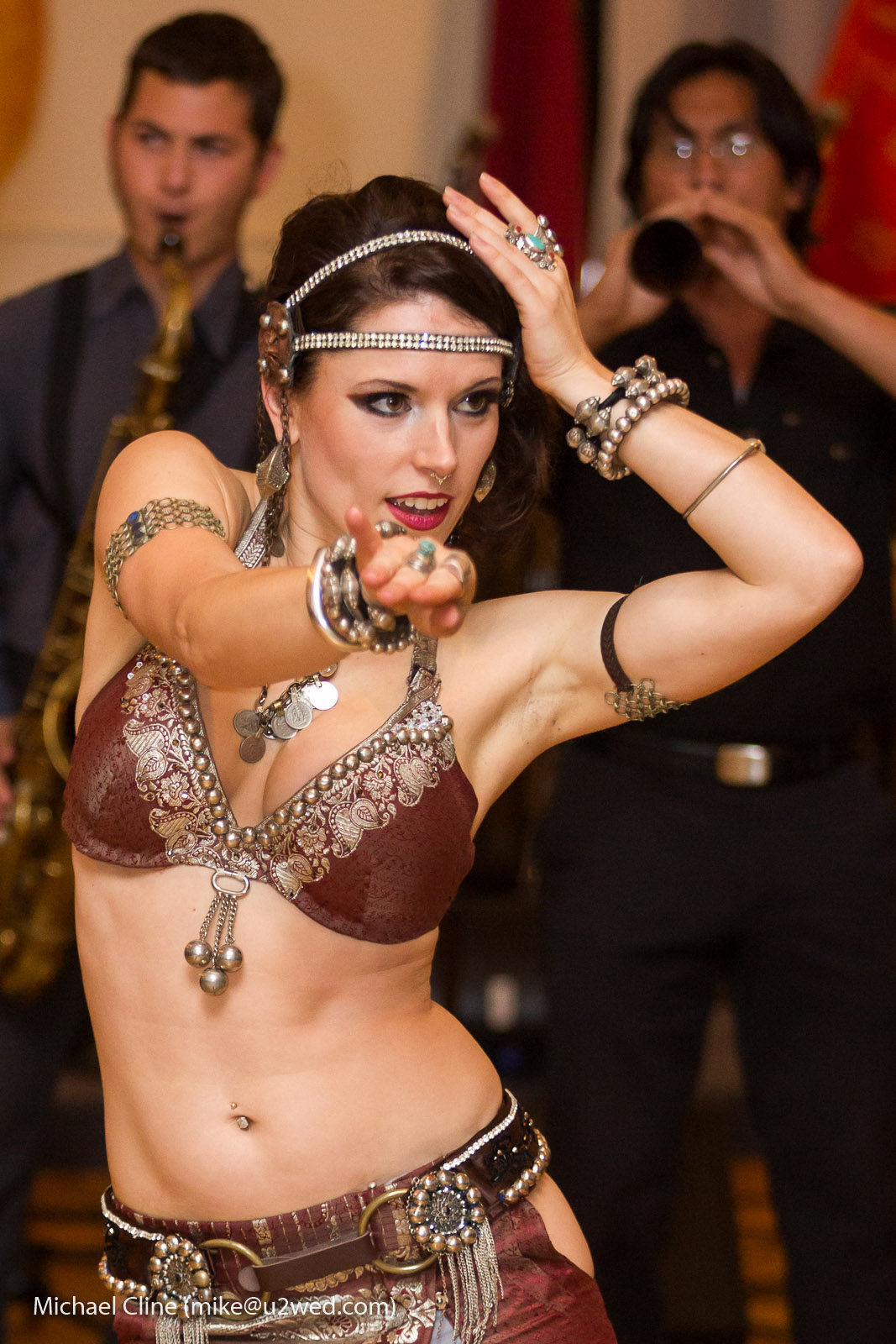
US-amerikanische Bauchtänzerin Laura aus dem Luciterra-Ensemble mit Live-Musikband im Hintergrund.

### Ursprünge
Der American Cabaret Belly Dance (AmCab) entstand in den 1940er- und 1950er-Jahren in der US-amerikanischen Nachtclubkultur, insbesondere in Regionen mit bedeutenden Migrantengemeinschaften aus dem Nahen Osten. In den 1940er- und 1950er-Jahren kamen im Zuge von Migration viele Einwanderer aus dem Nahen Osten in die USA, die sich vor allem in Kalifornien in Los Angeles und San Francisco, Chicago und in New York City niederließen, und auch ihre eigene Kultur an Musik und Tanz mitbrachten. Diese stießen in den Clubs und Kabaretts, wo zuvor Jazz- und Pop-Musik populär wurde, als exotisch wirkende Kunst auf Publikumsinteresse.  Dabei tanzten Bauchtänzerinnen zu Live-Musik von lokalen Nahost-Musikern, wobei sie sich später den Erwartungshaltungen des Publikums anpassten und etwa westliche Einflüsse zu integrieren begannen.

### Aufbau eines klassischen American Cabaret Belly Dance
Der AmCab entwickelte sich als Solokunst zur Unterhaltung eines gemischten Publikums aus Arabern, Griechen, Türken, Ägyptern und Amerikanern; die Musik spiegelte diese multikulturelle Mischung wider. Amerikanische Tänzerinnen und Tänzer reagierten auf die Nachfrage nach einer langwierigen Abfolge von Tanzsequenzen, indem sie Volkstänze mit Kabaretttänzen verschmolzen.
Das Ergebnis war ein standardisierter fünfteiliger Tanz:
- Einleitung mittels eines dynamischen Tanz- und Musikstücks, um die Tänzerin vorzustellen und das Publikum zu fesseln.[2][3]
- Schleiertanz – fließende, elegante Bewegungen mit einem Seidenschleier, der Anmut und visuelle Wirkung ausstrahlt.[2][3]
- Tanzsequenz mit Stehbewegungen (z. B. Fingerzimbeln) und Bodenbewegungen. Dabei können Schwerter und andere Requisiten verwendet werden.[2][3]
- Trommelsolo[2][3]
- Finale und Abschluss[2][3]

Der AmCab wurde zum ersten Fusionsstil des Orientalischen Tanzes und zum ersten nicht-nahöstlichen Bauchtanzstil mit eigenen Wurzeln und Zweigen, wobei er stark westliche theatrale Elemente integrierte. Die Tänzerinnen hatten daher den Umgang mit vielen Requisiten und unterschiedlichen Tanzstilen zu lernen. Eine der Pionierinnen der 1950er-Jahre war die Tänzerin Helena Vlaho.

### Trendsport ab den 1960er-Jahren in den USA
In den späten 1960er-Jahren begann der Bauchtanz erstmals in den USA als Tanzsportart unterrichtet zu werden, wo er eine hohe Zahl an Kursteilnehmern verzeichnete. Ulrike Askari sieht diesen US-amerikanischen Bauchtanz-Trend als Ausläufer des Einflusses der Hippiebewegung der 1960er- und 1970er-Jahre, einer Zeit, in der ein allgemeines Interesse an insbesondere der indischen Kultur, aber auch angrenzenden Kulturräumen in den USA bestand. Anfang der 1970er-Jahre wurde in Kalifornien die erste Bauchtanzschule eröffnet; der Durchbruch kam in den USA im Jahr 1973 mit dem Buch Getting Clear von Anne Kent Rush, in dem die Autorin ausführte, dass Bauchtanz mit der Schöpfung und Geburt zu tun habe, und „weibliche Energie“ stärke. In der Folge nahm die Sichtbarkeit und das Angebot zu.

### Entwicklung seit den 1980er-Jahren

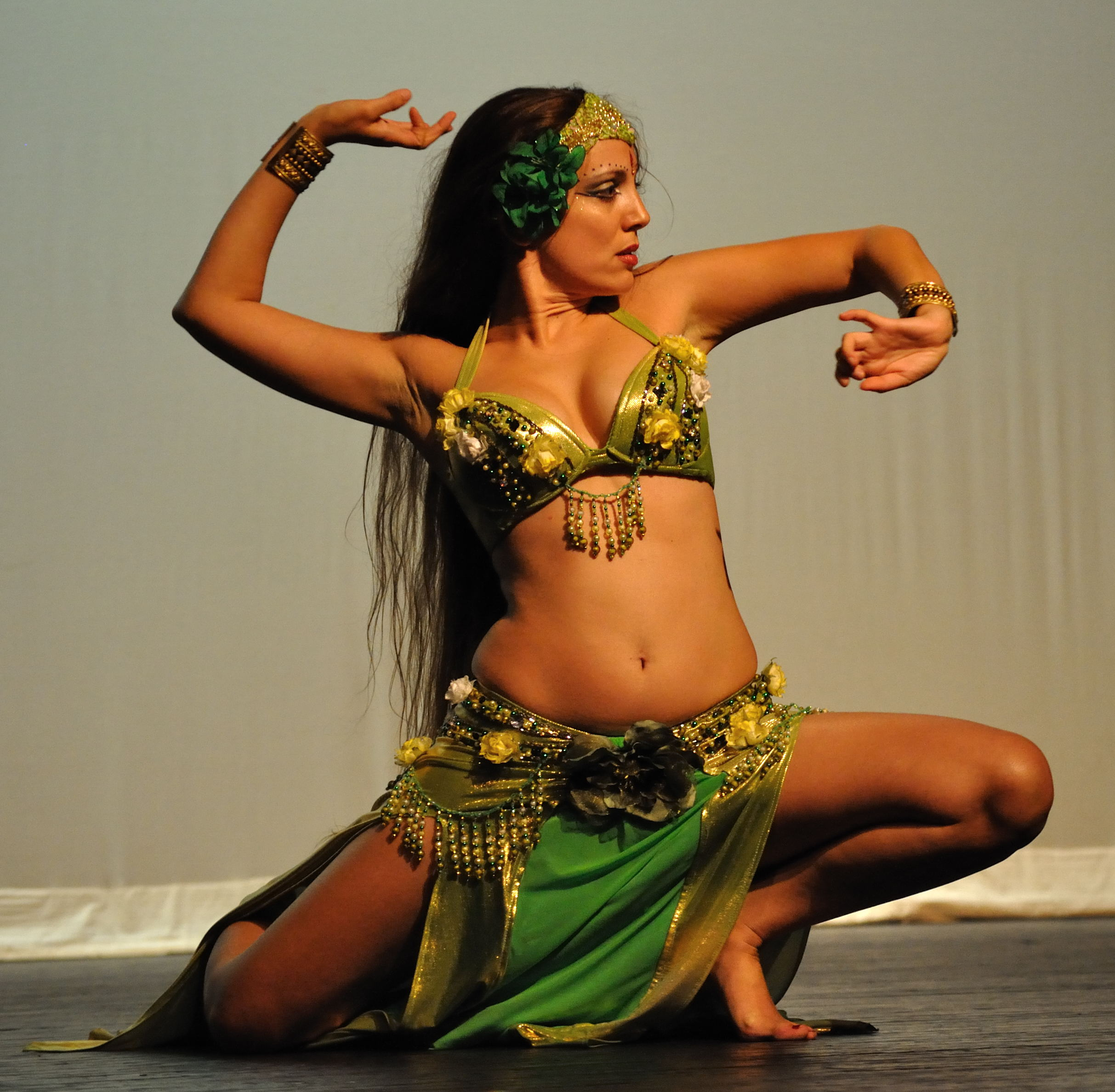
Ansuya Rathor, bekannte Vertreterin des American Cabaret Belly Dance.

Mit der zunehmenden Bedeutung des Bauchtanzes drang der AmCab auch aus den Nachtclubs und Kabaretts an weitere Orten wie Theater und Festivals. Bedeutende Pioniere des AmCab waren insbesondere ab den 1970er- und 1980er-Jahren aufkommend die Tänzerinnen wie Alexandra King  und später Ansuya Rathor. Der Fusionsaspekt weitete sich aus, sodass er weitere Tanzstile wie zeitgenössischen Tanz und Jazz-Tanz mit einschließen kann. Auch in der Musik geschah dies, wobei nahöstliche Rhythmen nach wie vor zentral sind.
In den 1970er-Jahren war der amerikanische Bauchtanz stark vom AmCab geprägt. In den 1980er-Jahren begannen nahöstliche Formen des Bauchtanzes aus Ägypten und der Türkei sich global auszubreiten. Das ägyptische Kabarett wurde zum wichtigsten Stil und verdrängte das amerikanische Kabarett. In den USA begannen die Tänzerinnen mit Fusionen und abgemilderten Mischformen des langwierigen amerikanischen Kabaretts zu experimentieren, woraus der American Tribal Style Belly Dance und schließlich Tribal Fusion entstanden. Im Laufe der Zeit trat der AmCab gegenüber den vielen verschiedenen Stilen des Tribal Belly Dance in den Hintergrund.

## Elemente und Unterschiede zu anderen Stilen des Orientalischen Tanzes

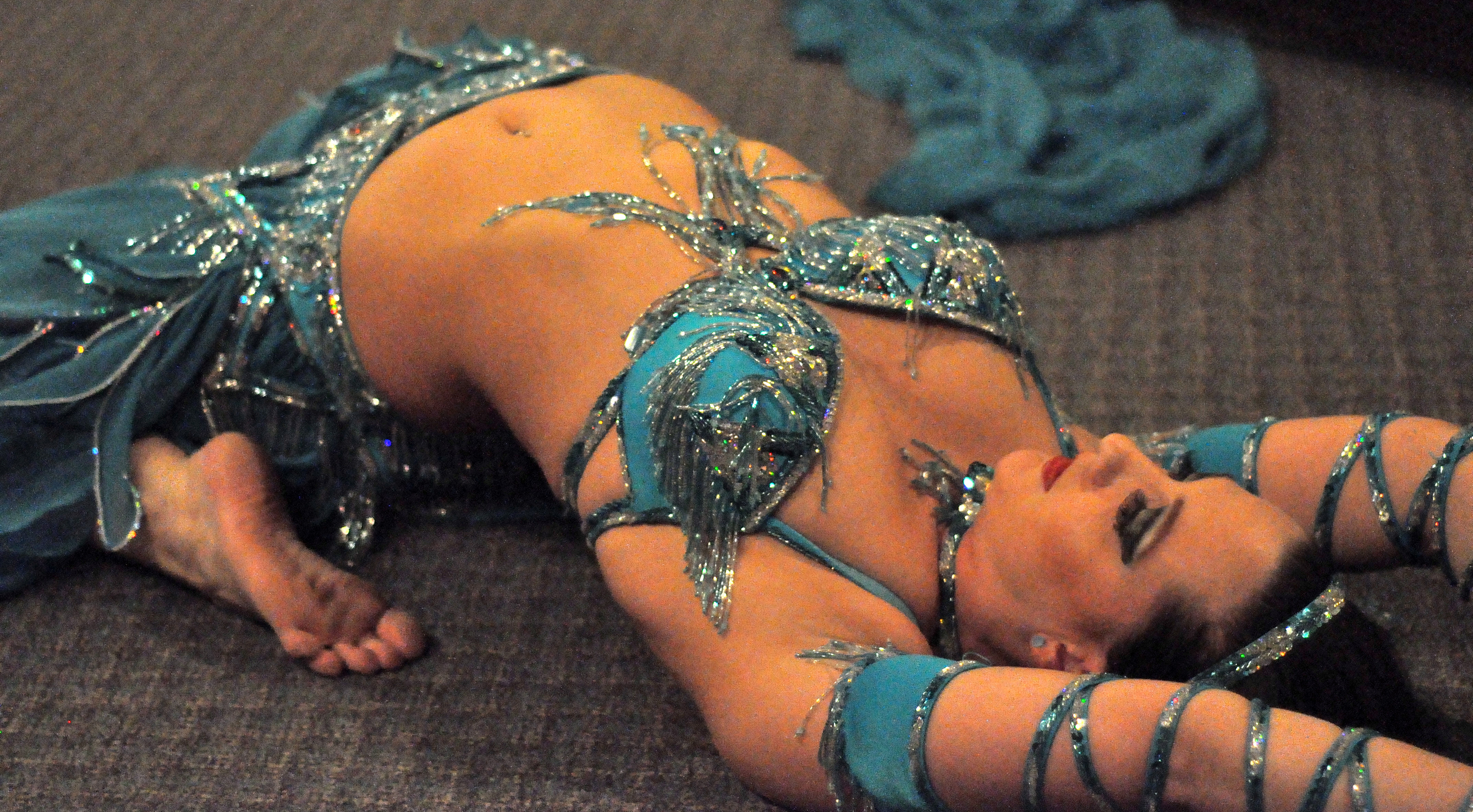
Bauchtänzerin bei Bodentechniken.

Zentrale Merkmale des American Cabaret Belly Dance sind:
- Fusion von Stilen – Neben Elementen des traditionellen, klassischen Orientalischen Tanzes umfasst der American Cabaret Belly Dance eine breite Palette von Einflüssen aus westlicher Musik, Cabaret-Theater und klassischem Ballett.[1] Während der klassische Tanz typischerweise nur auf arabische Musik setzt, integriert der AmCab etwa auch Jazz, Pop und andere westliche Musikrichtungen.[1]
- Improvisation – Der Improvisationsfaktor in Reaktion in Echtzeit auf die Live-Musik ist besonders ausgeprägt.[1] Während viele andere Tanzstile festgelegten Choreographien folgen, ist der AmCab auf Improvisation ausgerichtet, sodass die Tänzerin in der Lage sein muss, in Echtzeit auf die Musik zu reagieren.[1]
- Requisiten – Häufig werden Requisiten verwendet, darunter Zimbeln, Schleier, Stöcke (Assaya), Schwerter, Kerzenleuchter (Shamadans) und -Tabletts, Fächer, Tambourin, Isis-Flügel  und sogar Schlangen.[1][2]
- Athletik und Sinnlichkeit – Ebenfalls stark ausgeprägt sind athletische Anforderungen, darunter schwierige Bodentechniken und Rückbeugen.[1] Nach der AmCab-Tänzerin Ansuya ist ein wesentliches Element des Tanzstils Sinnlichkeit und das körperliche Empfinden von Weiblichkeit (bzw. Männlichkeit).[1]
- Publikumsinteraktion und optische Wirkung – Weiter ist die Interaktion mit dem Publikum häufig zu beobachten, was spielerische Blicke, übertriebene Bewegungen oder gar direkte Interaktion umfassen kann.[1] Während der klassische Tanz subtiler ist und stärker auf Anmut setzt, ist der AmCab weit interaktiver und theatraler.[1][3] Die Kostüme haben oft einen starken Glanz- und Showbiz-Glamour. Hierzu gehören perlenbesetzte Büstenhalter und Gürtel, fließende Chiffonröcke, münzverzierte Hüftschals, Strasssteine und Pailletten.[3] Im Gegensatz zu eher folkloristischen oder minimalistischen Stilen setzt AmCab auf starke optische Wirkung.[3]

Mit diesen Merkmalen unterscheidet sich der AmCab insbesondere von traditionellen Formen des Orientalischen Tanzes (etwa dem Klassisch-orientalischen Tanz), der weit weniger auf diese Elemente zurückgreift.

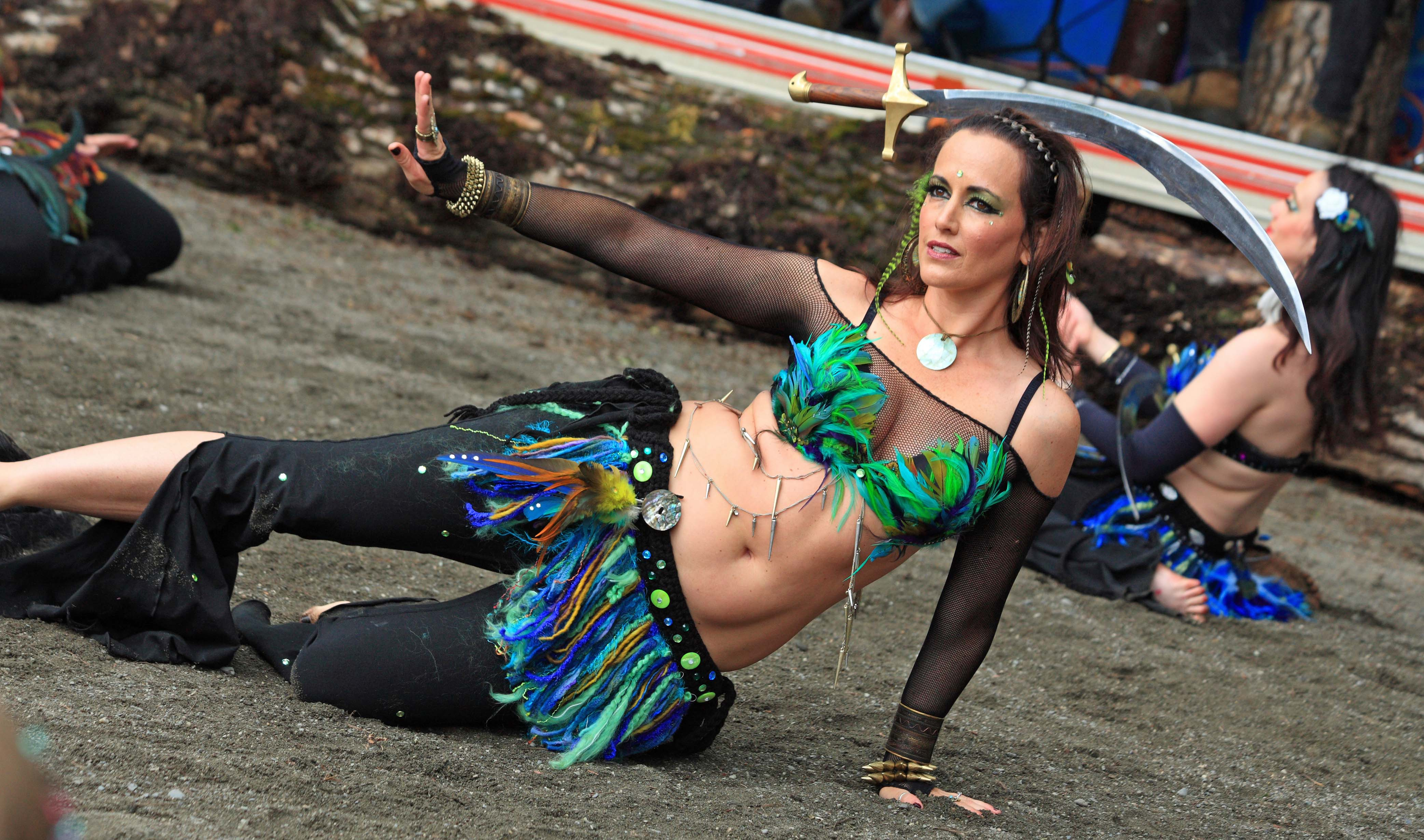
US-amerikanische Bauchtänzerin Jody mit Schwert als Requisite.